# Holzhauser Bäke
Die Holzhauser Bäke ist ein etwa 6 Kilometer langer rechter Nebenfluss der Aue im westlichen Bereich der Landgemeinde der Stadt Wildeshausen im niedersächsischen Landkreis Oldenburg.
Die Holzhauser Bäke hat ihre Quellflüsse in den Wildeshauser Bauerschaften Düngstrup in der Flur Alter Kamp in 48 m ü. NHN und Thölstedt in der Flur Die Wiesen in gleichfalls 48 m ü. NHN. Der Bach unterquert zunächst die Landesstraße L873 in nördlicher Richtung, durchfließt sodann die namensgebende Bauerschaft Holzhausen und unterquert die Bundesstraße B 213, um schließlich in der Bauerschaft Aumühle auf einer Höhe von 23 m ü. NHN in die Aue zu münden, einen linken Nebenfluss der Hunte.
Auf halber Strecke zwischen Holzhausen und Aumühle liegen links und rechts der Holzhauser Bäke die Holzhauser Kellersteine.